# 영국 올림픽 축구 국가대표팀
영국 올림픽 축구 국가대표팀(영어: Great Britain Olympic football team)은 영국을 대표하는 올림픽 축구 국가대표팀이다. 이 팀은 영국 올림픽 협회의 남자 축구 대표로서 잉글랜드 축구 협회에 의해 조직되었다. 이 팀은 올림픽 경기에만 출전한다. 다른 국제 축구 대회에서 영국의 홈 네이션스는 그 국가의 국가대표팀으로 출전하는데, 이는 GB 팀 조직 이전의 상황이다.
팀은 1908년 런던에서 열린 1908년 하계 올림픽을 위해 FA가 조직한 토너먼트에 출전했는데, 이 대회는 국가적으로 선발된 선수를 사용하는 '국가대표팀'이 등장한 첫 경기였다 (1900년과 1904년 이전 경기는 클럽 팀 사용). 이 팀과 1912년, 1920년에 이어진 두 팀은 잉글랜드의 아마추어 선수들로만 구성되었으며, 일부 사람들은 프로 게임의 부상에 대응하여 1906년에 설립된 잉글랜드 아마추어 축구 국가대표팀의 연장선에 불과하다고 생각하였다. 이 기간 동안 팀은 1908년과 1912년 올림픽 대회에서 금메달을 획득했지만, 1920년 1라운드에서 탈락하였다. 프로 선수들을 포함하는 것에 대한 FA와 FIFA 사이의 논쟁으로 FA는 1924년과 1928년 올림픽에 참가하지 않았고, 1932년 올림픽에는 축구 종목을 아예 하지 않았다.
FIFA 월드컵이 창설된 후, 올림픽 축구는 전적으로 아마추어 축구가 될 것이라는 데 동의했으며, 팀은 1936년 대회에 다시 참가하게 되었는데, 이번에는 다른 홈 네이션스의 선수들까지 포함하여 참가하였다. 제2차 세계 대전으로 인한 휴식기를 거친 이후 팀은 1960년을 마지막으로 본선에 진출하지 못했지만, 1948년부터 1972년까지 예선을 포함한 모든 경기에 출전하였다. 이 기간 동안 팀의 최고 성적은 1948년 런던에서 열린 두 번째 올림픽에서 맷 버즈비 감독 아래 4위를 차지한 것이었다.
FA는 1974년 아마추어 선수와 프로 선수의 구분을 폐지한 뒤 팀의 올림픽 출전을 중단하였다. 1992년 대회부터 팀들은 프로 선수를 사용할 수 있었지만, 1992년 이후 23세 이하의 선수들로 제한되었고, 한 스쿼드당 3명의 와일드카드(제한 연령 초과 선수)만 허용되었다. 이러한 변화에도 불구하고 영국은 런던이 2012년 대회 개최권을 획득할 때까지 올림픽 축구에 참가하지 않았다. 이후 2012년, FA는 팀을 조직하였고 스튜어트 피어스가 감독으로 임명되었다. 영국 여자 대표팀도 2012년과 2020년 올림픽에 참가하였다.

## 비판
공식 축구 조직 관계자와 웨일스, 스코틀랜드, 북아일랜드의 일부 선수들은 2012년 하계 올림픽을 위해 영국 축구 팀을 창설하려는 움직임에 반대하였다. 웨일스 축구 협회는 독립 축구 국가로서의 지위를 약화시킬 수 있다고 우려했기 때문에 선수들이 영국 올림픽 선수단에 참여하는 것을 원하지 않았다. 또한 웨일스 팬들은 카디프 시티 스타디움에서 웨일스가 노르웨이를 4-1로 이긴 후 "NO TEAM GB" 현수막을 내걸었다. 에런 램지는 자신의 트위터를 통해 "모두 진정하세요. 올림픽 팀이 개별 국가로서의 웨일스의 정체성에 영향을 미칠 것이라면 내가 올림픽 팀에서 뛰는 일은 절대 없을 것입니다!"라고 말했다.
또한 영국 웨일스의 방송인 엘리스 제임스와 더 타임즈의 수석 축구 기자 등이 GB 팀에 대한 반대를 표명하였다.
영국 올림픽 대표팀에서 뛰는 동안 웨일스 선수인 라이언 긱스, 크레이그 벨러미, 조 앨런, 닐 테일러가 웨일스 국가 "God save the Queen"을 부르지 않아 많은 비난을 받았다. 팀의 감독은 웨일스 선수들이 국가를 부르지 않은 것은 개인적인 결정이었다고 말했다.

## 선수단

### 구성
팀 구성은 시간이 지남에 따라 다양해졌다. 1908년, 1912년, 1920년, 1956년의 선수단은 모두 잉글랜드인이었고, 다른 해에는 북아일랜드, 스코틀랜드, 웨일스 선수가 모두 포함되었다. 2012년 선수단에는 잉글랜드 선수 13명과 웨일스 선수 5명이 포함되었지만, 스코틀랜드나 북아일랜드 선수는 포함되지 않았다. 잉글랜드의 세 번째 선택 골키퍼인 잭 버틀런드는 올림픽과 UEFA 유로 2012 스쿼드에 모두 선발된 유일한 선수였다. 라이언 긱스, 크레이그 벨러미, 마이카 리처즈 이 세 명의 선수가 와일드카드 선수로 선발되었다. 과거 잉글랜드 대표팀 주장 데이비드 베컴이 올림픽 후보에 올랐지만 최종 스쿼드에서 제외되었다.

### 2012 올림픽 선수 명단
2012년 7월 2일, 라이언 긱스가 주장으로 임명된 2012 올림픽의 영국 대표팀 선수 명단이 발표되었다.
- 와일드카드로 선정된 3명의 선수는 *로 표시됨.
- 나열된 구단은 올림픽 기간 동안 선수를 보유한 구단임.
- 선수의 나이는 대표팀이 올림픽 첫 경기를 치른 날을 기준으로 함.

| 1  | GK | 잭 버틀런드         | 1993년 3월 10일(19세)  | 5 | 0 | 버밍엄 시티           |  |  |
| 18 | GK | 제이슨 스틸         | 1990년 8월 18일(21세)  | 1 | 0 | 미들즈브러            |  |  |
|    |    |                     |                        |   |   |                       |  |  |
| 2  | DF | 닐 테일러           | 1989년 2월 7일(23세)   | 5 | 0 | 스완지 시티           |  |  |
| 3  | DF | 라이언 버트런드     | 1989년 8월 5일(22세)   | 4 | 0 | 첼시                  |  |  |
| 5  | DF | 스티븐 코커         | 1991년 12월 29일(20세) | 5 | 0 | 토트넘 홋스퍼         |  |  |
| 6  | DF | 크레이그 도슨       | 1990년 5월 6일(22세)   | 3 | 0 | 웨스트브로미치 앨비언 |  |  |
| 12 | DF | 제임스 톰킨스       | 1989년 3월 29일(23세)  | 2 | 0 | 웨스트햄 유나이티드   |  |  |
| 14 | DF | 마이카 리처즈*      | 1988년 6월 24일(24세)  | 5 | 0 | 맨체스터 시티         |  |  |
|    |    |                     |                        |   |   |                       |  |  |
| 4  | MF | 대니 로즈           | 1990년 7월 2일(22세)   | 4 | 0 | 토트넘 홋스퍼         |  |  |
| 7  | MF | 톰 클레벌리         | 1989년 8월 12일(22세)  | 5 | 0 | 맨체스터 유나이티드   |  |  |
| 8  | MF | 조 앨런             | 1990년 3월 14일(22세)  | 5 | 0 | 스완지 시티           |  |  |
| 11 | MF | 라이언 긱스* (주장) | 1973년 11월 29일(38세) | 4 | 1 | 맨체스터 유나이티드   |  |  |
| 13 | MF | 잭 코크             | 1989년 6월 25일(23세)  | 4 | 0 | 사우샘프턴            |  |  |
| 15 | MF | 에런 램지           | 1990년 12월 26일(21세) | 5 | 1 | 아스널                |  |  |
| 16 | MF | 스콧 싱클레어       | 1989년 3월 25일(23세)  | 4 | 1 | 스완지 시티           |  |  |
|    |    |                     |                        |   |   |                       |  |  |
| 9  | FW | 대니얼 스터리지     | 1989년 9월 1일(22세)   | 5 | 2 | 첼시                  |  |  |
| 10 | FW | 크레이그 벨러미*    | 1979년 7월 13일(33세)  | 5 | 1 | 리버풀                |  |  |
| 17 | FW | 마빈 소델           | 1991년 2월 17일(21세)  | 3 | 0 | 볼턴 원더러스         |  |  |

## 올림픽 성적
| 올림픽 기록 | 올림픽 기록                | 올림픽 기록      | 올림픽 기록  | 올림픽 기록 | 올림픽 기록 | 올림픽 기록 | 올림픽 기록 | 올림픽 기록 | 올림픽 기록 | 올림픽 기록 | 올림픽 기록 |
| 연도        | 감독                       | 결과             | 순위         | 경기        | 승          | 무          | 패          | 득점        | 실점        | 승점        | 승률        |
| ----------- | -------------------------- | ---------------- | ------------ | ----------- | ----------- | ----------- | ----------- | ----------- | ----------- | ----------- | ----------- |
| 1900        | 업타운 파크 FC (영국 대표) | 금메달           | 1위          |             |             |             |             |             |             |             |             |
| 1904        | 불참                       | 불참             | 불참         | 불참        | 불참        | 불참        | 불참        | 불참        | 불참        | 불참        | 불참        |
| 1908        | 앨프레드 데이비스          | 금메달           | 1위          | 3           | 3           | 0           | 0           | 18          | 1           | +17         | 100.00%     |
| 1912        | 에이드리언 버치            | 금메달           | 1위          | 3           | 3           | 0           | 0           | 15          | 2           | +13         | 100.00%     |
| 1920        | 조지 래섬                  | 1라운드          | –            | 1           | 0           | 0           | 1           | 1           | 3           | -2          | 0.00%       |
| 1924        | 불참                       | 불참             | 불참         | 불참        | 불참        | 불참        | 불참        | 불참        | 불참        | 불참        | 불참        |
| 1928        | 불참                       | 불참             | 불참         | 불참        | 불참        | 불참        | 불참        | 불참        | 불참        | 불참        | 불참        |
| 1936        | 윌리엄 보이지              | 8강              | –            | 2           | 1           | 0           | 1           | 6           | 5           | +1          | 50.00%      |
| 1948        | 맷 버즈비                  | 4강              | 4위          | 4           | 2           | 0           | 2           | 9           | 11          | -2          | 50.00%      |
| 1952        | 월터 윈터보텀              | 예비라운드       | –            | 1           | 0           | 0           | 1           | 3           | 5           | -2          | 0.00%       |
| 1956        | 노먼 크릭                  | 8강              | –            | 2           | 1           | 0           | 1           | 10          | 6           | +4          | 50.00%      |
| 1960        | 노먼 크릭                  | 1라운드          | –            | 3           | 1           | 1           | 1           | 8           | 8           | +0          | 33.33%      |
| 1964        | 찰스 휴즈                  | 진출 실패        | 진출 실패    | 진출 실패   | 진출 실패   | 진출 실패   | 진출 실패   | 진출 실패   | 진출 실패   | 진출 실패   | 진출 실패   |
| 1968        | 찰스 휴즈                  | 진출 실패        | 진출 실패    | 진출 실패   | 진출 실패   | 진출 실패   | 진출 실패   | 진출 실패   | 진출 실패   | 진출 실패   | 진출 실패   |
| 1972        | 찰스 휴즈                  | 진출 실패        | 진출 실패    | 진출 실패   | 진출 실패   | 진출 실패   | 진출 실패   | 진출 실패   | 진출 실패   | 진출 실패   | 진출 실패   |
| 1976        | 불참                       | 불참             | 불참         | 불참        | 불참        | 불참        | 불참        | 불참        | 불참        | 불참        | 불참        |
| 1980        | 불참                       | 불참             | 불참         | 불참        | 불참        | 불참        | 불참        | 불참        | 불참        | 불참        | 불참        |
| 1984        | 불참                       | 불참             | 불참         | 불참        | 불참        | 불참        | 불참        | 불참        | 불참        | 불참        | 불참        |
| 1988        | 불참                       | 불참             | 불참         | 불참        | 불참        | 불참        | 불참        | 불참        | 불참        | 불참        | 불참        |
| 1992        | 불참                       | 불참             | 불참         | 불참        | 불참        | 불참        | 불참        | 불참        | 불참        | 불참        | 불참        |
| 1996        | 불참                       | 불참             | 불참         | 불참        | 불참        | 불참        | 불참        | 불참        | 불참        | 불참        | 불참        |
| 2000        | 불참                       | 불참             | 불참         | 불참        | 불참        | 불참        | 불참        | 불참        | 불참        | 불참        | 불참        |
| 2004        | 불참                       | 불참             | 불참         | 불참        | 불참        | 불참        | 불참        | 불참        | 불참        | 불참        | 불참        |
| 2008        | 불참                       | 불참             | 불참         | 불참        | 불참        | 불참        | 불참        | 불참        | 불참        | 불참        | 불참        |
| 2012        | 스튜어트 피어스            | 8강              | –            | 4           | 2           | 2           | 0           | 6           | 3           | +3          | 50.00%      |
| 2016        | 불참                       | 불참             | 불참         | 불참        | 불참        | 불참        | 불참        | 불참        | 불참        | 불참        | 불참        |
| 2020        | 불참                       | 불참             | 불참         | 불참        | 불참        | 불참        | 불참        | 불참        | 불참        | 불참        | 불참        |
| 합계        | 10회 출전(10/27)           | 10회 출전(10/27) | 금메달 (3회) | 23          | 13          | 3           | 7           | 76          | 44          | +32         | 56.52%      |

## 역대 감독
| 감독            | 임기        |
| --------------- | ----------- |
| 스튜어트 피어스 | 2011 ~ 2012 |

## 같이 보기
- 영국 축구 국가대표팀
- 영국 여자 올림픽 축구 국가대표팀